# Свободное плавание
«Свободное плавание» — российский кинофильм 2006 года. Премьера фильма состоялась 10 июня 2006 года в конкурсной программе кинофестиваля «Кинотавр».

## Сюжет
Маленький городок на берегу Волги, где каждый день неотличимо похож на предыдущий. Но двадцатилетний Лёня постоянно открывает в своей жизни что-то, о чём ещё не знал вчера. После закрытия завода, на который герой только-только устроился работать, он идет в помощники к продавцу обуви на местный рынок, потом пытается стать штукатуром. И всякий раз новая работа не устраивает его по каким-то причинам. После очередного посещения местной биржи труда, Лёня попадает в бригаду, ремонтирующую дорогу недалеко от его дома. Он стремится добросовестно выполнять своё дело, однако ещё слишком молод, чтобы соблюдать законы людей, с которыми связался.

## В ролях
| Актёр              | Роль                    |
| ------------------ | ----------------------- |
| Александр Яценко   | Лёня                    |
| Евгений Сытый      | Бригадир Рослов         |
| Пётр Зайченко      | Пожилой из бригады      |
| Борис Петров       | Большой из бригады      |
| Дарья Екамасова    | Хрюша                   |
| Нина Семёнова      | Мама                    |
| Тагир Рахимов      | Бедняк                  |
| Сергей Наседкин    | Мастер Володя           |
| Владимир Терещенко | Витя с завода           |
| Дмитрий Швецов     | Андрей с завода         |
| Сергей Якубенко    | Саша с завода           |
| Алексей Ошурков    | директор школы          |
| Адриан Ростовский  | капитан                 |
| Сергей Пестриков   | речник с цепью          |
| Татьяна Рассказова | работница с биржи труда |
| Сергей Шевченко    | Серёжа                  |
| Сергей Пирняк      | Чирик                   |
| Вадо Коровин       | Керим                   |
| Татьяна Токарева   | покупательница ботинок  |
| Дмитрий Персин     | хозяин фундамента       |